# Sankt Johannes kyrka, Norrköping

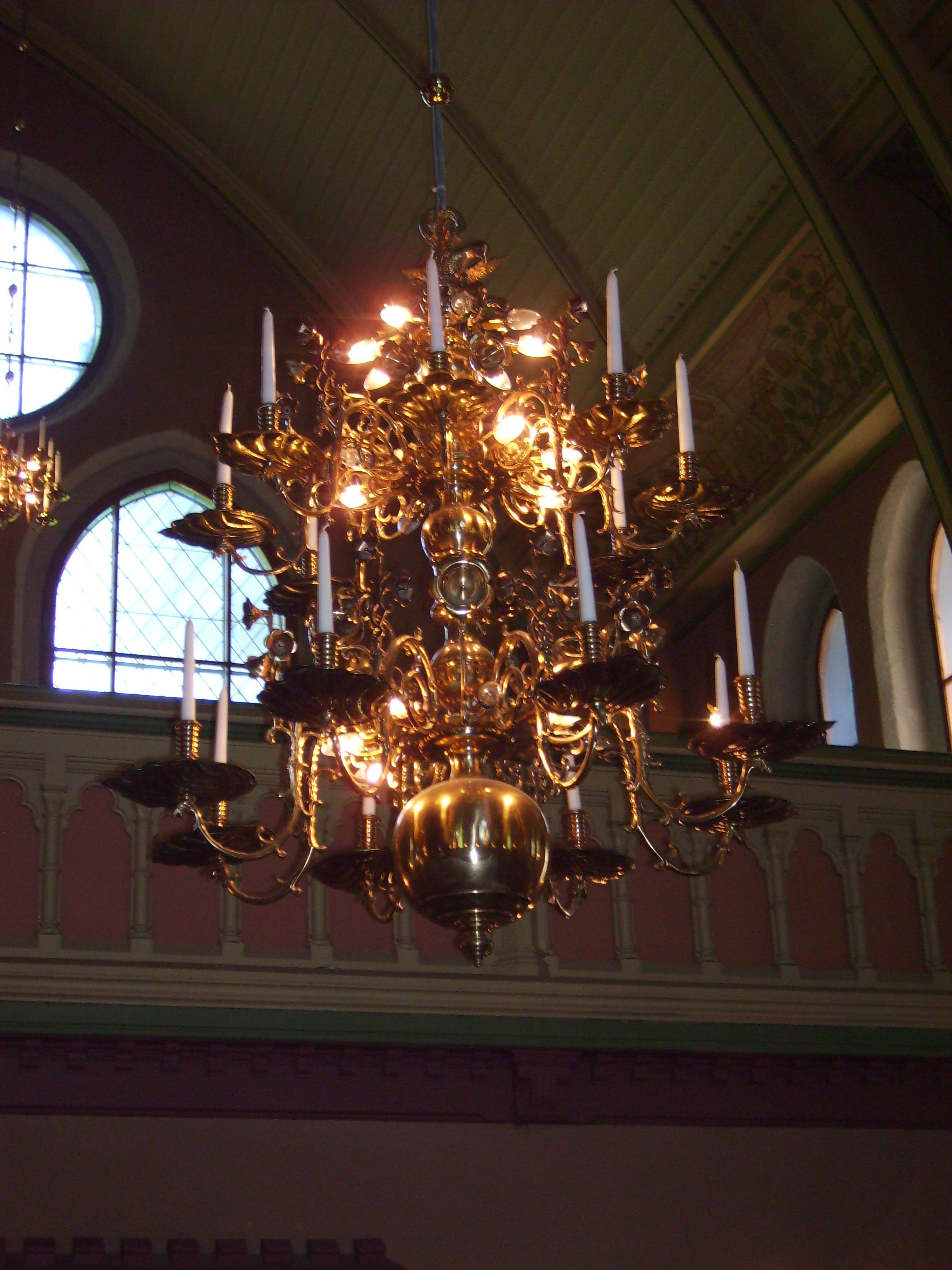
En av ljuskronorna från 1700-talet, numera i den nya kyrkan

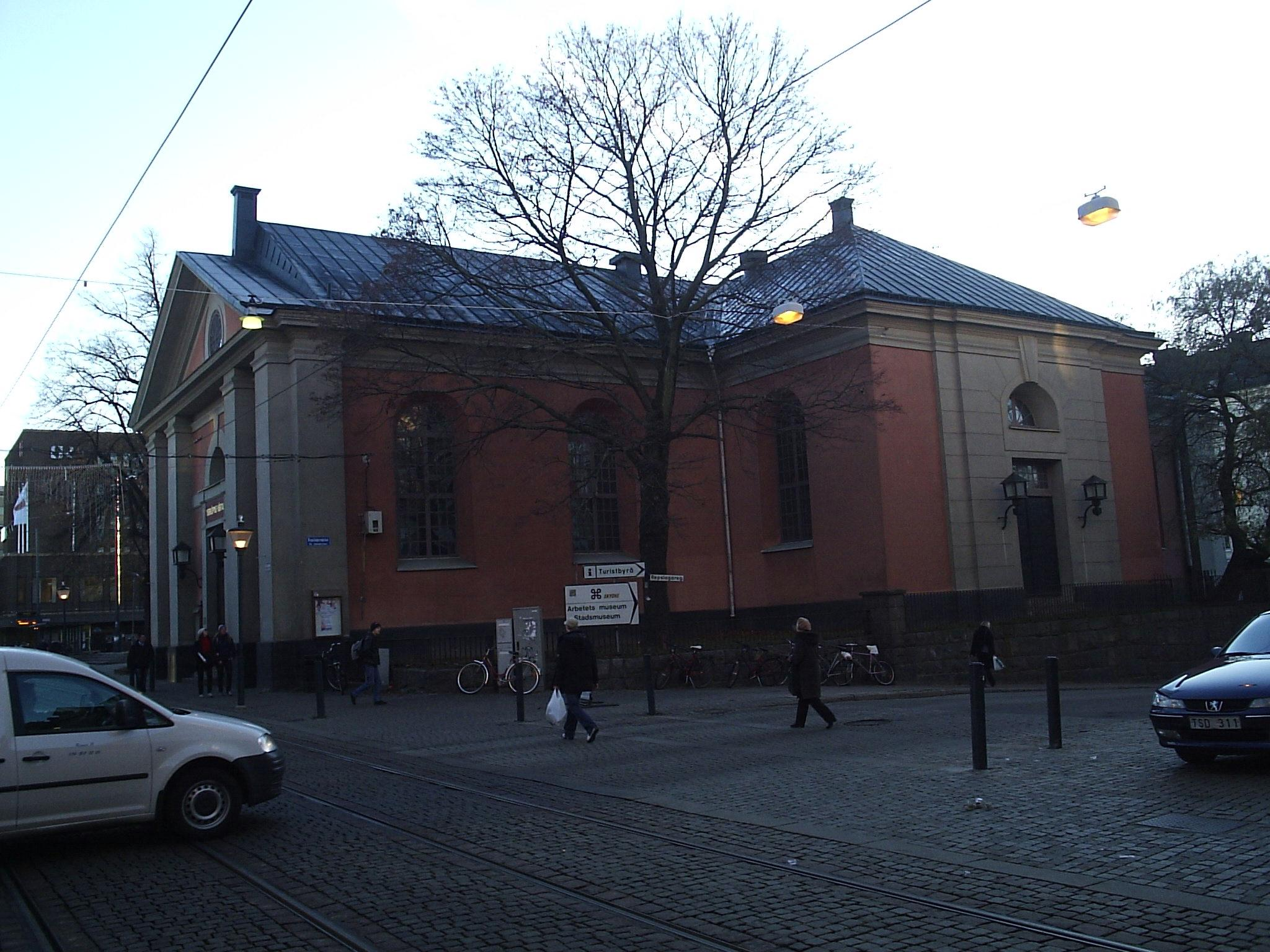
Den äldre S:t Johannis kyrka i centrala Norrköping, sedd från Drottninggatan.

Sankt Johannes kyrka är församlingskyrka för Norrköpings S:t Johannes församling i Norrköpings kommun inom Linköpings stift. Den är belägen stadsdelen i Klingsberg där Hagebygatan passerar över Söderleden i Norrköping.
Kyrkan uppfördes i nygotik 1904–1906 efter ritningar av stadsarkitekten Karl Flodin. Den invigdes 1906 och ersatte då den tidigare S:t Johannis kyrka vars senaste byggnad uppfördes 1827 i centrala Norrköping som i början av 1900-talet avsakraliserades och byggdes om till konserthuset Hörsalen.

## Historia
Den äldre S:t Johannis kyrka är den ursprungliga staden Norrköpings äldsta kyrka med rötter i 1100-talet. Under århundradens lopp byggdes den om på grund av eldsvådor 1655 och 1822, samt krigshärjningar 1567 och 1719. Allt sedan Gustav Vasas dagar kallades S:t Johannis kyrka för landsortskyrka, ty under dennes regeringstid på 1500-talet blev denna kyrka annex till S:t Olai kyrka, som nu upphöjdes till stadskyrka. Annexkyrkan till i huvudsak för landsbygdsdelens (Hageby, Händelö, Navestad, Lindö, Smedby och Vrinnevi) bönder och herrskapsfolk. Ännu idag finns plomberade gravvalv kvar under den gamla kyrkan, det Oxienstiernska (vars ätt var ägare till Lindö) och det Lilliehöökska, bland andra rikstygmästare Johan Lilliehöök har sin viloplats där. Han var herre till Händelö gård i Norrköping och en av Gustav II Adolfs mest kända fältherrar. I samma gravvalv - Händelögraven - begravdes Sten Banér, som halshöggs vid Linköpings blodbad den 20 mars 1600.
Under det stora nordiska kriget och före ryska flottans nedbränning av staden 1719, fick de talrika finska flyktingarna i Norrköping ha finskspråkiga gudstjänster i S:t Johannis kyrka. Historien hade sin upprinnelse i att år 1715 hade kyrkoherde Petrus Asp i Norrköping sökt tillåtelse för en finsk präst vid namn Edvard Nybeck, vilken som flykting uppehöll sig i staden, att där hålla gudstjänst för andra som flytt dit från Finland, då de ej förstod svenska språket, vilken begäran bifölls av de kyrkliga myndigheterna i Linköpings stift. Sankt Johannis kyrka uppläts åt dem.
Den gamla kyrkan brann på 1820-talet. En ny uppfördes på samma plats 1827. Norrköpings stad inköpte den kyrkan 1902 och byggde om den till föreläsnings- och konserthus under namnet Hörsalen genom anslag från Lars Magnus Trozellis donationsfond.

## Inventarier
I den nya kyrkan finns tre ljuskronor från 1700-talet som kommer från den gamla kyrkan, likaså togs altartavlan därifrån och sattes in 1927. Kyrkan har renoverats flera gånger. Senast 1970 då det tillkom tre korfönster av Bo Beskow, samtidigt borttogs altartavlan. De bruna färgtonerna ersattes då av ljusgröna bänkar och gammelrosa väggar.
I kyrkans torn hänger tre kyrkklockor. De två större klockorna är gjutna år 1906 och den minsta 1970. Den största klockan väger omkring 1700 kg, den mellersta 950 kg och den minsta 350 kg. 

### Orgel
- 1671 byggde man ett orgelverk med sex stämmor.[2]
- Det hade funnits en orgel tidigare.
- 1808 byggde Johan Ewerhardt den yngre, Stockholm en orgel.
- 1835 byggde Pehr Zacharias Strand, Stockholm en orgel. Den byggdes ut 1868 av Sven Nordström, Flisby till 21 stämmor, två manualer och pedal.
- 1909 byggdes en orgel av E A Setterquist & Son, Örebro med 25 stämmor två manualer och pedal.
- Den nuvarande orgeln är byggd 1972 av Grönlunds Orgelbyggeri AB, Gammelstad och är en mekanisk orgel, renoverades under våren 2005. Kopplen III/II och III/I är elektriska koppel. Den har tre fria kombinationer och cymbelstjärna.

| Öververk I         | Huvudverk II      | Svällverk III     | Bröstverk IV  | Pedal         | Koppel |
| Gedackt 8'         | Kvintadena 16'    | Broduna 16'       | Gedackt 8'    | Principal 16  | I/P    |
| Dulciana 8'        | Principal 8'      | Principal 8'      | Rörflöjt 4'   | Subbas 16'    | II/P   |
| Kvintadena 8'      | Rörflöjt 8'       | Gedackt 8'        | Principal 2'  | Kvinta 10 2⁄3 | III/P  |
| Principal 4'       | Fugara 8'         | Salicional 8'     | Cimbel 2 chor | Oktava 8'     | IV/P   |
| Gemshorn 4'        | Oktava 4'         | Voix celeste 8'   | Regal 8'      | Gedackt 8'    | I/II   |
| Waldflöjt 2'       | Spetsflöjt 4'     | Traversflöjt 4'   | Tremulant     | Nachthorn 4'  | III/II |
| Kvint 1 1⁄3'       | Kvinta 2 2⁄3'     | Gamba 4'          |               | Mixtur 5 chor | IV/II  |
| Scharff 3-4 chor   | Oktava 2'         | Rörkvint 2 2⁄3'   |               | Basun 16'     | III/I  |
| Krumhorn 8'        | Kornett 4 chor    | Flageolett 2'     |               | Trumpet 8'    |        |
| Sesquialtra 3 chor | Mixtur 5 chor     | Ters 1 3⁄5'       |               | Skalmeja 4'   |        |
| Tremulant          | Spansk trumpet 8' | Mixtur 5 chor     |               |               |        |
|                    |                   | Bombard 16'       |               |               |        |
|                    |                   | Oboe 8'           |               |               |        |
|                    |                   | Clairon 4'        |               |               |        |
|                    |                   | Tremulant         |               |               |        |
|                    |                   | Crescendosvällare |               |               |        |

### Fotnoter
1. ↑  ”Riksantikvarieämbetet”. Riksantikvarieämbetet. http://www.bebyggelseregistret.raa.se/bbr2/anlaggning/visaHelaHistoriken.raa;jsessionid=25491274DAF9B8ECB4048F6257F70349.lx-ra-bbr?anlaggningId=21300000004320&historikId=21000000528258. Läst 5 oktober 2017.
2. ↑  Norrköpings S;t Johannes C:1 (sida 102)